# Хоніара
Хоніара (англ. Honiara) — місто на Гуадалканалі, столиця Соломонових островів, розташоване на острові Гуадалканал. Населення — близько 55 тис. чол. Основний склад населення — меланезійці. Офіційна мова — англійська, побутує піджин — місцевий діалект на основі англійської мови. Більшість населення — віруючі християни. В місті знаходяться урядові та комерційні установи, національний музей, парламент, національний архів, національний банк, школи, церкви та бібліотека. Місто є єдиним великим населеним пунктом архіпелагу.

## Історія
Морський порт Хоніара походить від невеликого рибальського селища під назвою Нахо-ні-Ара, яку можна перекласти як «місце, де зіштовхуються східний та південно-східний вітри». Під час другої світової війни місто, як і весь архіпелаг, було окуповане Японією. В 1943 році острови були звільнені від японців. Місто Хоніара заснували британці, які після закінчення війни повернулись на острови. В липні 1978 року Хоніара одержала статус столиці, в зв'язку зі здобуттям незалежності Соломоновими островами.

## Клімат
Місто лежить у зоні екваторіального клімату. Найтепліший місяць — січень з середньою температурою 27,2 °C (81 °F). Найхолодніший місяць — липень, з середньою температурою 26,1 °С (79 °F).
| Клімат Хоніари          | Клімат Хоніари | Клімат Хоніари | Клімат Хоніари | Клімат Хоніари | Клімат Хоніари | Клімат Хоніари | Клімат Хоніари | Клімат Хоніари | Клімат Хоніари | Клімат Хоніари | Клімат Хоніари | Клімат Хоніари | Клімат Хоніари |
| Показник                | Січ.           | Лют.           | Бер.           | Квіт.          | Трав.          | Черв.          | Лип.           | Серп.          | Вер.           | Жовт.          | Лист.          | Груд.          | Рік            |
| Абсолютний максимум, °C | 33             | 33             | 33             | 33             | 33             | 32             | 33             | 33             | 33             | 33             | 33             | 35             | 35             |
| Середній максимум, °C   | 30             | 30             | 30             | 30             | 30             | 30             | 30             | 30             | 30             | 30             | 30             | 30             | 30             |
| Середня температура, °C | 27             | 26             | 26             | 26             | 26             | 26             | 26             | 26             | 26             | 26             | 26             | 26             | 26             |
| Середній мінімум, °C    | 22             | 22             | 22             | 22             | 22             | 22             | 22             | 22             | 22             | 22             | 22             | 22             | 22             |
| Абсолютний мінімум, °C  | 18             | 20             | 20             | 20             | 20             | 19             | 18             | 18             | 18             | 17             | 17             | 20             | 17             |
| Норма опадів, мм        | 270            | 280            | 350            | 230            | 120            | 90             | 90             | 90             | 90             | 140            | 130            | 220            | 2170           |
| ----------------------- | -------------- | -------------- | -------------- | -------------- | -------------- | -------------- | -------------- | -------------- | -------------- | -------------- | -------------- | -------------- | -------------- |
| Джерело: Weatherbase    |                |                |                |                |                |                |                |                |                |                |                |                |                |

## Економіка

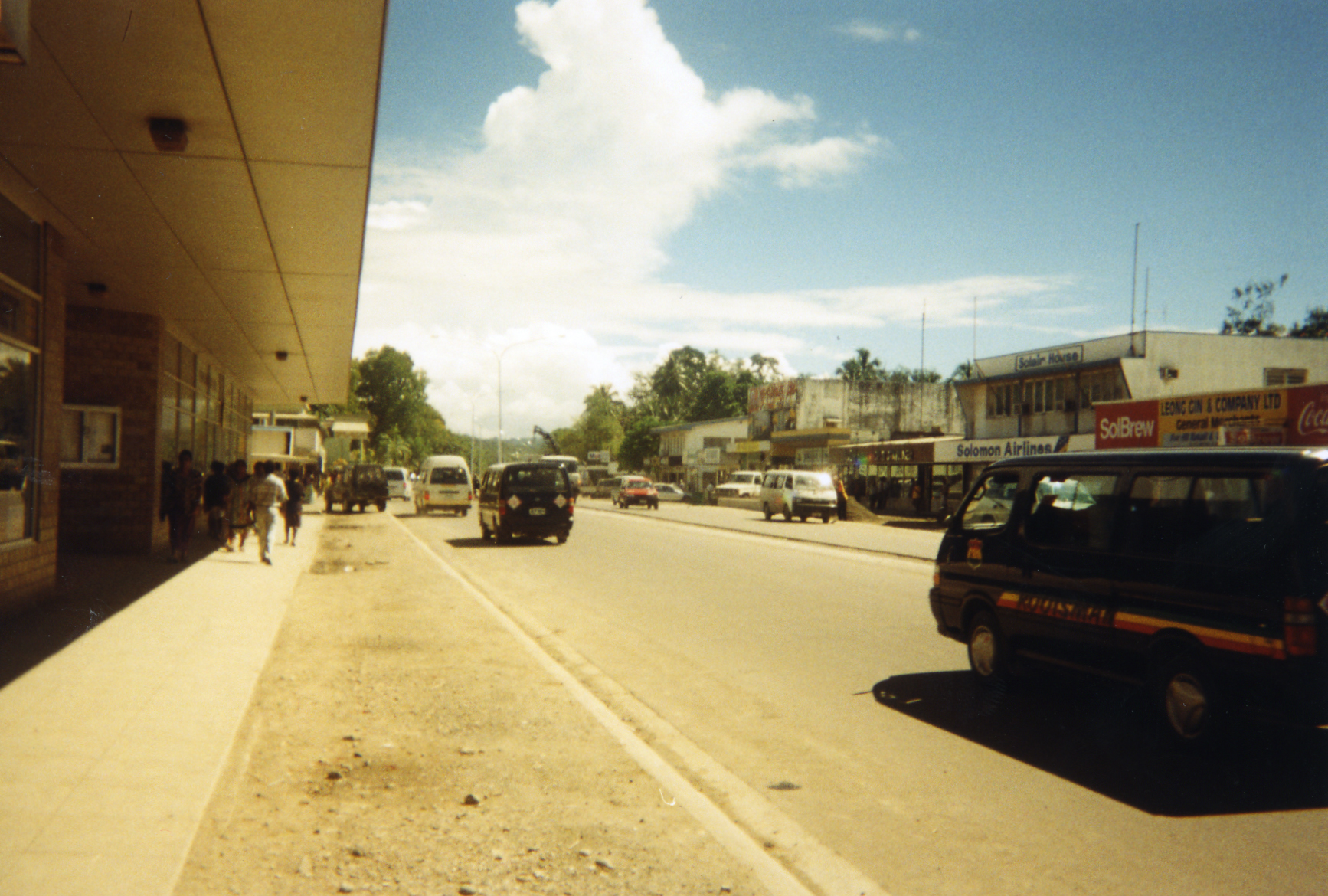
Головна вулиця Хоніари.

Хоніара розвинулась економічно набагато швидше, ніж інші частини Соломонових островів; упродовж 1960—1970-х років близько двох третіх інвестицій у економічний розвиток країни припадало на розвиток інфраструктури Хоніари, попри те що лише близько п'яти відсотків тодішніх громадян Соломонових Островів проживали тут. Подібно до Тулагі місто не сильно зросло в процесі індустріалізації. За словами Тревора Софілда, «Магазини і бізнеси в цих центрах приносили користь урядовим посадовцям, бізнесменам-емігрантам, плантаторам і торговцям. Подібно до багатьох постколоніальних міст, Хоніара все ще віддзеркалює політичну, економічну і культурну структуру своєї колишньої метрополії більше, ніж національні риси суспільства Соломонових Островів».

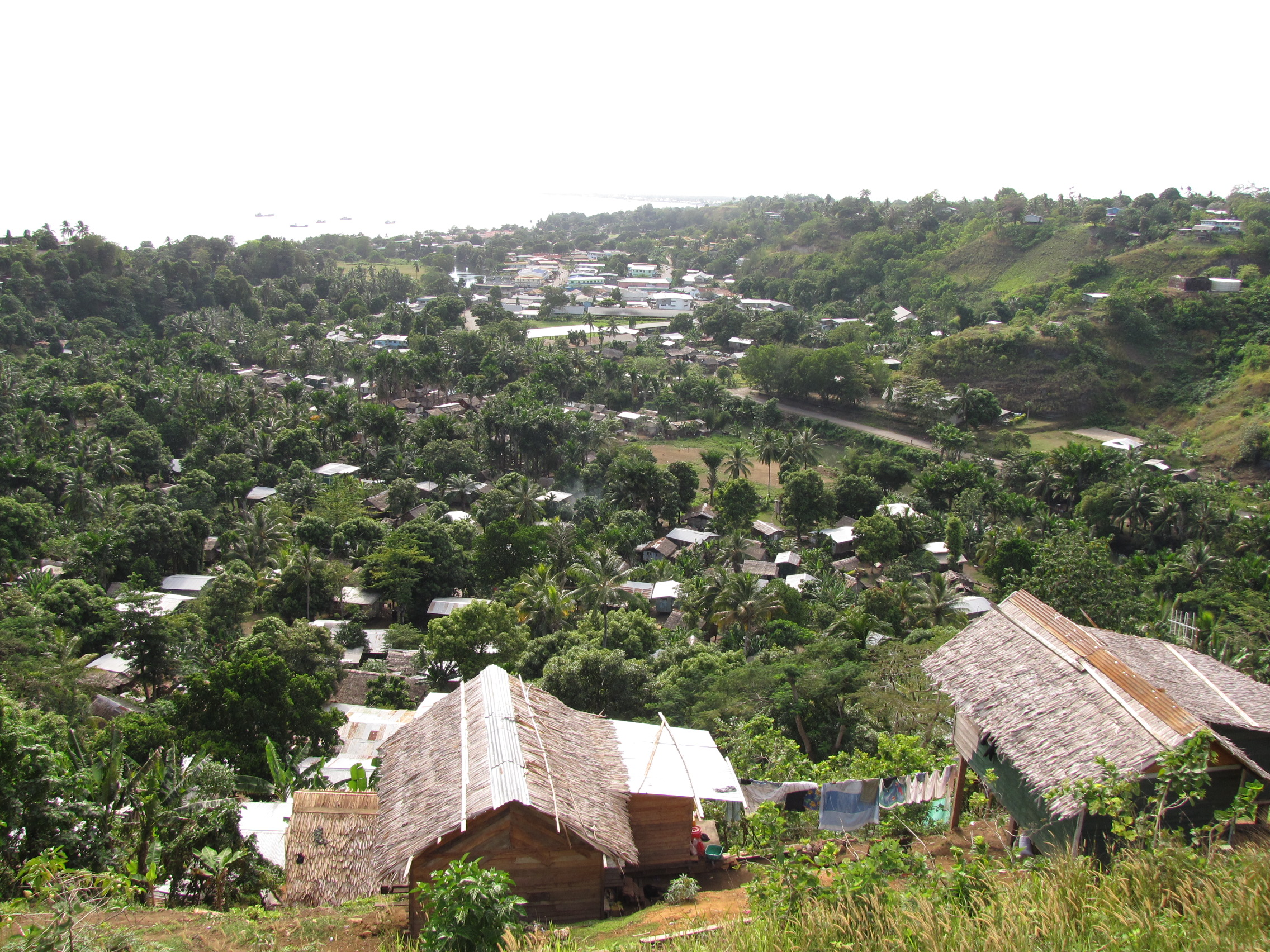
Краєвид Хоніари.

Хоніара є плацдармом для туризму на Соломонових Островах. Туристичний офіс країни під назвою Solomon Islands Visitors Bureau розташований на головній вулиці міста Mendana Avenue, між Яхт-клубом і популярним готелем Solomon Kitano Mendana Hotel. Його службовці забезпечують туристів інформацією, а також попереджають про їх прибуття дома для гостей у віддалених районах. Хоніара має кілька банків, включаючи Westpac Bank, ANZ Bank і Національний банк. Місцевий порт має змогу приймати як національні, так і міжнародні кораблі.
Злочинність завдала дуже серйозної шкоди економіці міста, починаючи з кінця 1990-х років, оскільки туристичні організації радять утримуватися від відвідин островів. Особливо це було помітно у 2002 і 2003 роках в самий розпал злочинності. 1998 року країна заробила від туризму $13 млн $, а 1999 — лише 629 тис. $, а це означає, що в середньому відвідувачі тратили по 254 $ за візит (близько 35 $/день). Того року галузь туризму принесла економіці країни лише 4,38 % загального ВВП..

## Транспорт
Місто розташоване на шосе Кукум і обслуговується аеропортом Хоніари.
Морський порт у Пойнт-Крус є головним портом Соломонових островів. Сюди можуть заходити кораблі з осадкою до 6 метрів. Звідси ж працюють служби пасажирських катерів. Оператори MV Pelican Express та MV Solomon Express пропонують послуги щотижневих рейсів у Малаїта і міста західних провінцій (Мбунікало, Сеге, Норо, Гізо тощо).